# Сабариха
Сабари́ха — гора в Медоборах та давньослов'янське язичницьке городище-святилище.

## Відомості

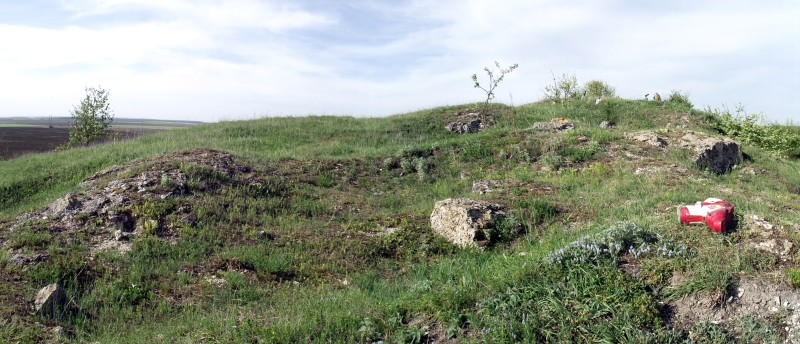
Капище на горі Сабариха

Сабариха — товтрова гора–останець в Медоборах, на південний захід від села Жеребки і на північний захід від Панасівки. Витягнута з південного заходу на північний схід.
Висота 354—355 метрів над рівнем моря.
За легендою, назва походить від праслов'янського імені «Сабара/Сапара» (можливо, від старослов'янського «бар» — болото, мокравина). В цьому випадку — «гора коло болота» (на південь від горба є болото, звідки витікає права притока річки Качави, яка протікає через Малий Ходачків).
На горі розташоване стародавнє святилище, яке ймовірно входило в Збручанський культовий центр.